# Seunghan
Hong Seung-han (hangul: 홍승한; Goyang, Gyeonggi, 2 de octubre de 2003), más conocido como Seunghan o XngHan, es un cantante surcoreano, conocido por haber sido integrante del grupo masculino surcoreano Riize desde 2023 hasta 2024, bajo SM Entertainment. Debutó como solista el 31 de julio de 2025 con el álbum sencillo Waste No Time.
Seunghan se unió en julio de 2022 al equipo de entrenamiento SM Rookies. Debutó en septiembre de 2023 como integrante de Riize, pero, debido a rumores y críticas sobre su vida personal, decidió hacer una pausa en el grupo dos meses después. Aunque regresó brevemente en octubre de 2024, se retiró de manera definitiva solo dos días después, tras enfrentar una fuerte reacción negativa por parte de los fanáticos.
La salida del cantante del grupo generó una gran controversia. Muchos señalaron lo que consideraron una cultura de cancelación tóxica entre los aficionados surcoreanos, lo que llevó a una reflexión sobre las exigencias culturales impuestas a los ídolos, especialmente en un contexto en el que las agencias de K-pop buscan atraer audiencias internacionales.

## Biografía
Hong Seung-han nació el 2 de octubre de 2003 en Goyang, Gyeonggi, Corea del Sur. Es el menor de dos hermanos, ya que tiene un hermano cinco años mayor. Seunghan cursó sus estudios en la Escuela Secundaria Jungsan, ubicada en el distrito de Gangnam, Seúl, y en 2019 se trasladó al Departamento de Música Práctica de la Escuela de Artes Escénicas de Seúl, donde se graduó en 2022.
Fue reclutado por SM Entertainment durante su último año de secundaria, después de haber superado una prueba de admisión para una escuela de artes. A pesar de recibir ofertas de otras agencias, decidió unirse a SM debido a su familiaridad con la compañía y su admiración por las amistades que había observado entre sus artistas. Antes de debutar, Seunghan se entrenó en SM durante tres años y medio.

## Carrera

### 2022: Predebut y formación
Seunghan fue presentado al público por primera vez en una sesión fotográfica para WWD Korea el 2 de julio de 2022, cuando SM Entertainment lo reveló como miembro de SM Rookies, el equipo de entrenamiento de la agencia. En esta ocasión, fue presentado junto a Eunseok, quien más tarde se convertiría en su compañero en Riize, y Shohei, futuro integrante de Mytro.
Como parte de SM Rookies, Seunghan participó en la gira de conciertos SM Town Live 2022: SMCU Express durante agosto de 2022, donde interpretó «Outro: Dream Routine» junto a Shotaro y Sungchan, quienes en ese momento eran miembros de NCT y más tarde se convertirían en sus compañeros en Riize. Además, Seunghan fue protagonista de Welcome to NCT Universe, un programa de variedades en el que Shotaro y Sungchan guiaban a los novatos en «todo lo relacionado con NCT». Esta serie, compuesta por diez episodios, se emitió entre noviembre de 2022 y febrero de 2023 en TVING en Corea del Sur, así como en Nippon TV y Hulu en Japón.

### 2023: Debut con Riize e hiatus
En julio de 2023, The Chosun Ilbo informó que Seunghan dejaría SM Rookies para debutar en el nuevo grupo de SM en septiembre de ese mismo año.
Fue presentado oficialmente como miembro de Riize el 1 de agosto, y realizó su primera aparición con el grupo en el vídeo de presentación del sencillo «Siren» el 7 de agosto. El grupo hizo su debut oficial el 4 de septiembre con el álbum sencillo Get a Guitar, que vendió más de un millón de copias en su primera semana, convirtiéndose en el segundo álbum debut más vendido de un grupo. Seis semanas después, el 27 de octubre, lanzaron su segundo sencillo, «Talk Saxy», el cual fue el último sencillo en el participó Seunghan como miembro del grupo.
El 22 de noviembre, en respuesta a la filtración de fotos de antes de su debut que mostraban a Seunghan besando a una mujer en una cama y fumando un cigarrillo, SM anunció que él tomaría una pausa indefinida de Riize. Al mismo tiempo, Seunghan emitió una carta de disculpas escrita a mano para sus fanes. SM también declaró que las fotos filtradas constituían una «grave difamación» y habían sido maliciosamente editadas. La compañía indicó que habían identificado a la fuente de la filtración y que iniciarían acciones legales en su contra.
Durante la pausa, SM fue objeto de críticas por su silencio respecto al estado del cantante. Aparte de su declaración en noviembre de 2023, la compañía no respondió a ninguna pregunta de los aficionados ni de la prensa sobre su situación en el grupo, ni proporcionó actualizaciones sobre las acciones legales que había anunciado previamente en nombre de Seunghan. En abril de 2024, tras el lanzamiento de la versión completa de «Siren» por parte de Riize—una canción que originalmente se había presentado previamente en agosto de 2023— la agencia enfrentó aún más críticas, ya que la voz de Seunghan fue eliminada de la canción y reemplazada por las de otros integrantes del grupo.

### 2024-presente: regreso y salida de Riize, y debut en solitario conWaste No Time
El 11 de octubre de 2024, a través de una declaración en la cuenta oficial de Twitter del grupo, el mánager de Riize anunció que Seunghan pondría fin a su pausa de casi 11 meses y regresaría a las actividades grupales. En la declaración, se indicó que habían «determinado que el siguiente período de Riize sería aún más significativo si los siete miembros estuvieran juntos» y expresaron su comprensión hacia los fanes que se sentían preocupados o inquietos debido a la falta de actualizaciones durante ese tiempo. Poco después, Seunghan publicó una carta escrita a mano en su comunidad oficial de Weverse, en la que se disculpaba nuevamente y expresaba que se sentía «profundamente arrepentido y decepcionado» por las fotos controvertidas. También mencionó que sus compañeros de Riize lo apoyaban en su regreso al grupo y que se sentía «lleno de gratitud y remordimiento por la segunda oportunidad que le han brindado».
La reacción al regreso de Seunghan estuvo dividida. En las horas posteriores al anuncio, se organizaron protestas, principalmente por parte de aficionados surcoreanos, quienes sentían que Seunghan había traicionado su confianza y dañado la reputación de Riize. Esa misma noche, más de mil coronas fúnebres aparecieron en la plaza frente a la sede de SM en Seúl, acompañadas de mensajes como «Alma del fallecido, descansa en paz», «¡Parásitos, lárguense!» y «Fuera Seunghan». Además, hashtags como «#Seunghan_out» y «#RIIZE_exists_as_six» se convirtieron en tendencia en Twitter en Corea del Sur. Algunos incluso enviaron amenazas de muerte al cantante. Por otro lado, los fanes internacionales celebraron en su mayoría su regreso, argumentando que la pausa de Seunghan había sido un castigo injusto.
Dos días después de anunciar su regreso, el 13 de octubre, el mánager de Riize y SM emitieron una nueva declaración en la que se indicó que Seunghan se había retractado de su decisión, y anunciaron que dejaría definitivamente el grupo, citando la respuesta extremadamente negativa de los fanáticos. En la declaración, se disculpó por «causar confusión» y, al referirse a la decisión anterior de reintegrarlo, reconoció que se había «dado cuenta de que [su] decisión había herido a los fanes». Inmediatamente después, Seunghan publicó otra carta escrita a mano en su comunidad de aficionados en Weverse.

«Creo que mi salida del grupo es la decisión más adecuada para todos. No deseo causar más dolor ni confusión a los fans, ni quiero perjudicar a mis compañeros, y tampoco quiero afectar negativamente a la empresa.»
Seunghan en Weverse

En noviembre de 2024, SM anunció que Seunghan debutaría como solista en la segunda mitad de 2025, además de que se abrieron sus cuentas oficiales en redes sociales. En junio de 2025, SPOTV News informó que Seunghan haría su debut en solitario en julio. SM confirmó la noticia ese mismo día. En los días siguientes, SM anunció que Seunghan modificaría su nombre artístico para ser estilizado como "XngHan", pronunciado de la misma manera pero estilizado con una X, lo cual, según la compañía, significa "potencial infinito".
Waste No Time, su álbum sencillo debut en solitario, se lanzó el 31 de julio de 2025.

## Discografía

### Álbumes sencillo
| Título        | Detalles | Posiciones más altas en los gráficos | Ventas |
| Título        | Detalles | COR                                  | Ventas |
| ------------- | --- | ------------------------------------ | ------ |
| Waste No Time | - Fecha de lanzamiento: 31 de julio de 2025 - Discográfica: SM Entertainment - Formatos: CD, descarga digital, streaming | -                                    | -      |